# Bryconamericus huilae
Bryconamericus huilae és una espècie de peix de la família dels caràcids i de l'ordre dels caraciformes.

## Morfologia
- Els mascles poden assolir 8,6 cm de llargària total.[4]

## Hàbitat
Viu en zones d'alta altitud.

## Distribució geogràfica
Es troba a Sud-amèrica: curs superior del riu Magdalena (Colòmbia).